# Frene Ginwala
Frene Noshir Ginwala (25 d'abril de 1932 - 12 de gener de 2023) va ser una periodista i política sud-africana que va ser la primera oradora de l'Assemblea Nacional de Sud-àfrica de 1994 a 2004. Va ser una persona influent en la redacció de la Constitució de Sud-àfrica i una figura important en l'establiment de la democràcia a Sud-àfrica.

## Biografia
Nascuda a Johannesburg, el 25 d'abril de 1932, Ginwala era una india sud-africana de la comunitat parsi - índia de l'oest de l'Índia.
Ginwala ha escrit una sèrie de llibres que tracten diversos aspectes de la lluita contra la injustícia. Pels seus esforços, ha estat honrada per institucions i governs internacionals i locals.
Utilitzant el seu anonimat, va tenir un paper molt important en l'establiment de vies d'escapament subterrànies per als membres de l'ANC (Congrés Nacional Africà) durant el període posterior a la massacre de Sharpeville i la declaració de l'estat d'emergència (SOE) el 1960. Entre ells, el vicepresident de l'ANC Oliver Tambo i Yusuf Dadoo, dos líders del moviment d'alliberament. També va organitzar cases segures per a aquells que havien de romandre al país. Ginwala també va conduir els líders del NIC (Congrés Indi de Natal) Monty Naicker i JN Singh, que operaven des de la clandestinitat després d'aconseguir esquivar l'atac policial. Les seves instruccions eren viatjar per la província i recaptar diners de donants secrets per tal de donar suport a les famílies indígenes a través de la detenció dels seus sostenidors sota el SOE que va penjar al país durant cinc mesos.
Finalment, va haver d'abandonar Sud-àfrica a la darrera part de 1960 i juntament amb Tambo i Dadoo, van establir una oficina de l'ANC a l'exili a Dar es Salaam, Tanganyika, que encara estava sota l'administració colonial britànica fins al 9 de desembre de 1961. L'enderrocament del sultanat de Zanzíbar el gener de 1964 va obrir el camí per a la formació de la República Unida de Tanzània el 1964. A banda de l'ANC, es va llançar a un camp d'activitats molt ampli. Va donar conferències a diplomàtics en pràctiques a la Universitat d'Oxford, on va estudiar el seu doctorat, també va escriure per a diversos mitjans de comunicació establerts al Regne Unit i altres llocs, inclosa la BBC. Frene Ginwala va ser fonamental en l'establiment d'un sistema de comunicacions a la recentment establerta República Unida de Tanzània. A petició del president Julius Nyerere, es va convertir en l'⁣editora en cap del diari de parla anglesa Standard i Sunday News. Durant tot el període del seu exili (va tornar a Sud-àfrica el 1991) va recórrer el món denunciant els horrors de l'apartheid i la lluita contra ell. Ginwala tenia títols acadèmics de diverses universitats d'Àfrica i de l'estranger. Era advocada⁣; historiadora; una politòloga, i va ser doctora en filosofia pel Linacre College de la Universitat d'Oxford.
A les primeres eleccions democràtiques de Sud-àfrica de 1994, Frene Ginwala va ser elegida al Parlament de Sud-àfrica. Va ser nominada pel caucus de l'ANC i elegida pel parlament com a presidenta de l'Assemblea Nacional de Sud-àfrica, càrrec que va ocupar des de 1994 fins a 2004.
Després de retirar-se com a ponent, va continuar treballant en diverses organitzacions internacionals, incloses les filials de l'ONU, com a síndica de la Fundació Nelson Mandela i com a rectora de la Universitat de KwaZulu-Natal. Ginwala va ser nomenada primera cancellera de la Universitat de KwaZulu-Natal l'abril de 2005. En aquell moment, era una de les quatre dones rectores universitàries de Sud-àfrica.
El president sud-africà Thabo Mbeki va nomenar Ginwala el 30 de setembre de 2007 per dur a terme la investigació sobre l'aptitud del director nacional de fiscalia Vusi Pikoli per ocupar el càrrec. Va decidir en general a favor de Pikoli, però va criticar la mala comunicació entre els departaments. També ha criticat el director general del Departament de Justícia i Desenvolupament Constitucional, l'advocada Menzi Simelane, el testimoni del qual era contradictori, i sense fonament de fet ni de Dret. També va tenir paraules dures per al president Jacob Zuma sobre el seu posterior nomenament de Simelane com a director nacional de fiscalia.
Ginwala va morir a causa de les complicacions d'un ictus patit dues setmanes abans el 12 de gener de 2023, als 90 anys.

## Reconeixements
- 2003: Premi Nord-Sud[17]
- 2005: Ordre de Luthuli, en plata[2]
- 2008: Ordre del Sol Naixent, 2008[8]